# Semana Ilustrada

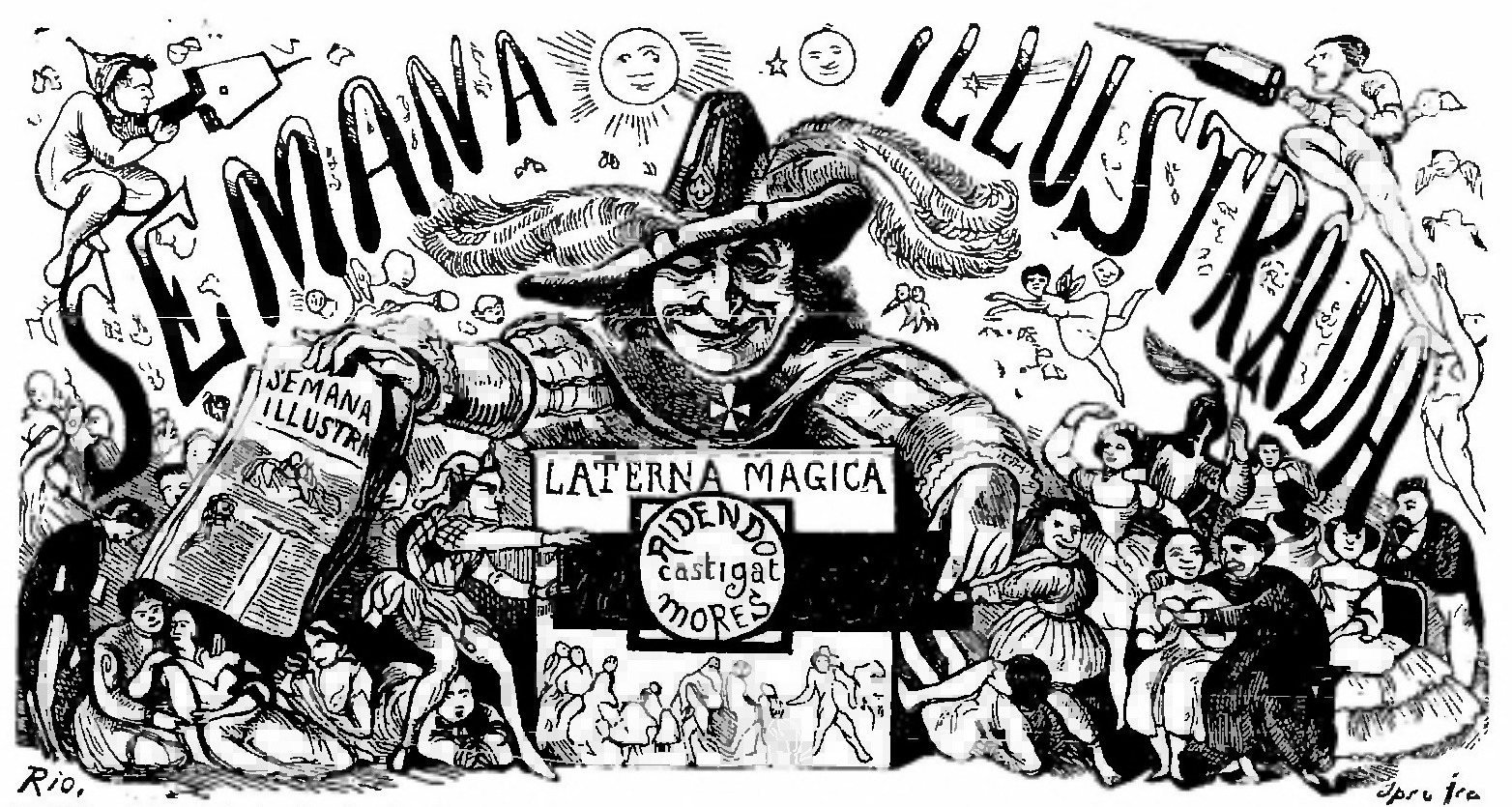
Cabeçalho da Semana Illustrada

Semana Ilustrada foi uma revista carioca fundada em 1860 por Henrique Fleiuss e que teve no seu quadro de colaboradores, personalidades como Machado de Assis, Quintino Bocaiuva, Joaquim Manuel de Macedo, Joaquim Nabuco, Bernardo Guimarães, Flumen Junius e outros. Foi a primeira publicação humorística ilustrada da imprensa brasileira.

## História
Lançada em dezembro de 1860 e extinta pouco mais de quinze anos depois, com sua última edição (N. 797) editada em 19 de março de 1876, era um periódico de pequeno formato e oito páginas, sendo quatro destas com ilustrações. Sua periodicidade era semanal e chegava às mãos de seus leitores todos os domingos.